# Здание земской управы (Белебей)
Здание земской управы ― памятник архитектуры модерна начала XX века, объект культурного наследия России регионального значения. Располагается в городе Белебей, Республика Башкортостан, по адресу улица Советская, 11. В здании находится филиал Самарского государственного технического университета.
Двухэтажное кирпичное здание было возведено для нужд земской управы в 1912 году. В 1919 году в нём размещались штаб, политотдел и редакция газеты «Наш путь» 5-й армии РККА, которая во время Гражданской войны сражалась на Восточном фронте РККА. В составе редакции газеты работал чешский писатель Ярослав Гашек. 
В 1922―1930 годах в здании бывшей земской управы находились кантонный исполком и кантонные комитеты партии и комсомола. В 1930―1936 годах в стенах здания размещался Приуральский чувашский педагогический техникум.
Во время Великой Отечественной войны с 1941 по 1943 году сюда из Москвы была эвакуирована Военно-политическая академия имени В. И. Ленина, представленная общевойсковым, артиллерийским, военно-воздушным, военно-морским и автобронетанковым факультетами. Курсанты академии становились политработниками высшего и среднего звена, её окончили многие партийные руководители Башкирии.
С 1943 по 1994 год здесь находился Белебеевский сельскохозяйственный техникум. На данный момент в здании размещается филиал Архитектурно-строительного института СамГТУ.